# Audi e-tron GT
Audi e-tron GT je sportovní elektrický automobil německé společnosti Audi. Automobil je 4989 milimetrů dlouhý, 2158 mm široký a 1413 mm vysoký. Rozvor vozu je 2898 milimetrů. Automobil je dodáván ve dvou verzích - Quattro a výkonnější RS. Premiéra proběhla on-line formou přenosu 9. února 2021, přičemž automobil byl na trh uveden v únoru 2021. Koncept automobil, ze kterého vůz vychází, byl představen v roce 2018 v Los Angeles.
Automobil stojí na koncernové platformě J1. Automobil má kapacitu 5 osob a 4 dveře. Jde o kupé. Automobil sdílí většinu komponentů s Porsche Taycan.

## Technologie
Audi e-tron GT concept byl představen v roce 2018 v Los Angeles. Jednalo se o koncept plně elektrického sportovního vozu.
V listopadu 2020 Audi zveřejnila sérii fotografií automobilu, který vycházel z konceptu Audi e-tron GT concept a měl být vyráběn sériově. Sériová verze vozu byla představena na počátku roku 2021, kdy začala sériová produkce. Výroba vozu probíhá v továrně Audi v německém Heilbronnu.
Automobil má 2 elektromotory, přičemž každý pohání dvě kola (jeden elektromotor se nachází vpředu, druhý vzadu). Vůz disponuje automatickou dvojstupňovou převodovkou. Zrychlení 0-100 km/h zvládne Audi e-tron RS GT za 3,3 sekundy, slabší verze quattro pak za 4,1 sekundy. Automobil také disponuje infotainmentem, který byl vyroben speciálně pro vozidlo Audi e-tron GT. Vůz také disponuje mnoha asistenty, například adaptivní tempomat, aktivní hlídání jízdního pruhu, nouzové brzdění, hlídání mrtvého úhlu, asistent rozjezdu do kopce nebo automatické parkování. Automobil lze také odemykat pomocí aplikace Audi v mobilním telefonu. Do téže aplikace automobil zasílá i informace o technickém stavu. Rychlost vozidla je elektronicky omezena na 250 km/h. Výkon vozu je 646 koňských sil.
Automobil také sdílí mnoho součástek s automobilem Porsche Taycan. Koeficient odporu vozu CX je u vozu Audi e-tron GT pouze 0,24. Díky nízko umístěným akumulátorům je vozidlo vyvážené a drží dobře na silnici.

## Technické specifikace

### Rozměry
- Délka: 4989 mm
- Šířka: 2158 mm
- Výška: 1413 mm
- Rozvor: 2898 mm
- Objem zavazadlového prostoru: 350 l
- Počet míst: 5
- Počet dveří: 4

### Jízdní vlastnosti
- Maximální rychlost: 250 km/h
- Zrychlení 0-100 km/h: 3,3 sekundy
- Dojezd: 472 km

### Motor
- Výkon: 475 kW (646 koní)
- Točivý moment: 830 Nm
- Převodovka: automatická, dvojstupňová

### Baterie[12]
- Kapacita: 93 kWh
- Maximální výkon palubní nabíječky: 22 kW
- Maximální výkon rychlonabíječky: 270 kW
- Čas nabíjení z rychlonabíječky (0-100%): 30 min
- Spotřeba: 21,5 kWh/100 km

## Design

### Exteriér
Automobil byl navržen tak, aby byl co nejaerodynamičtější. Na rozdíl od konceptu se v sériovém voze nejsou kliky zapuštěné do dveří.

### Interiér
Interiér vozu je podobný jako u jiných vozů Audi.

## Galerie

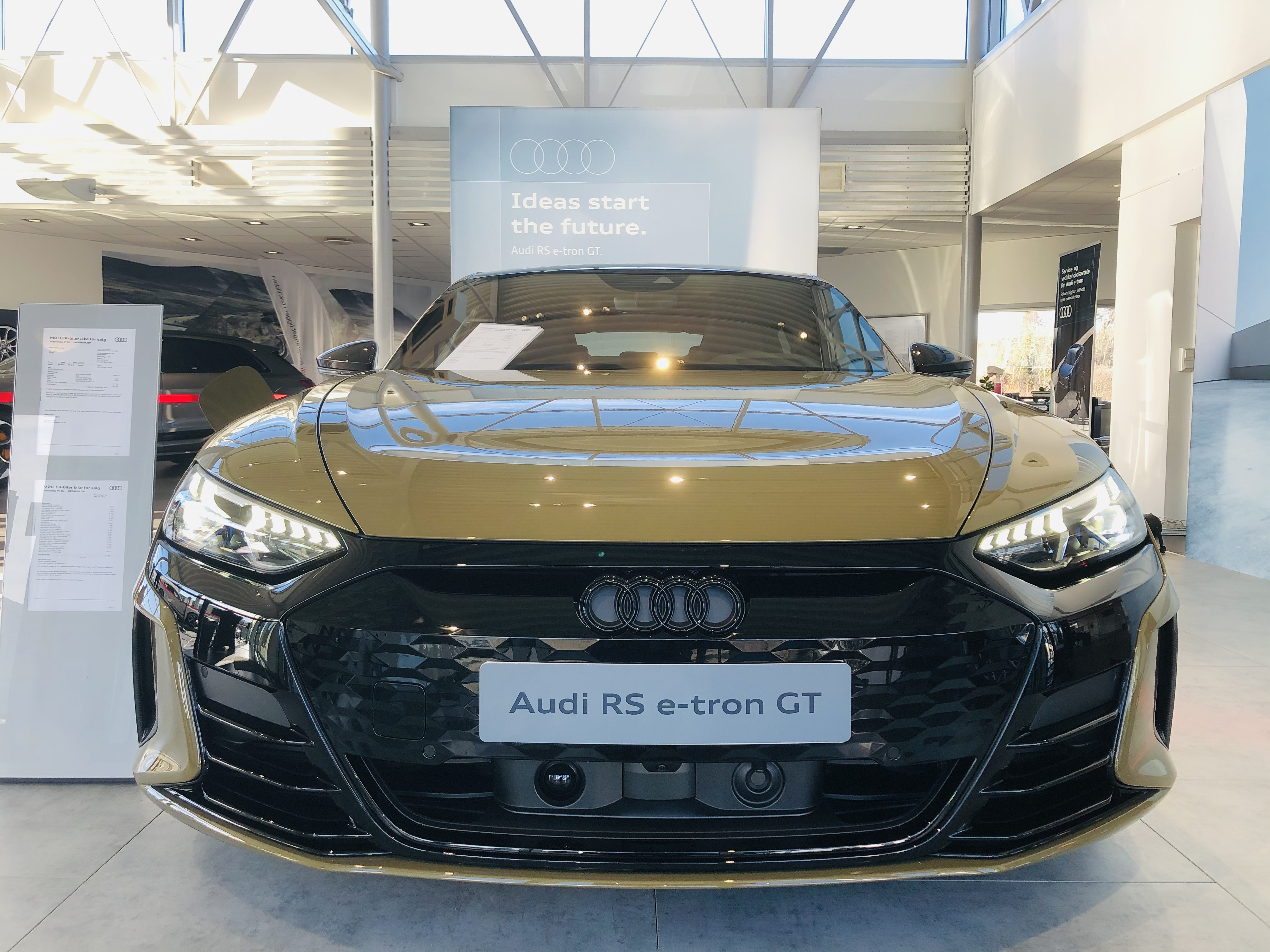
Audi e-tron GT RS - pohled na přední masku
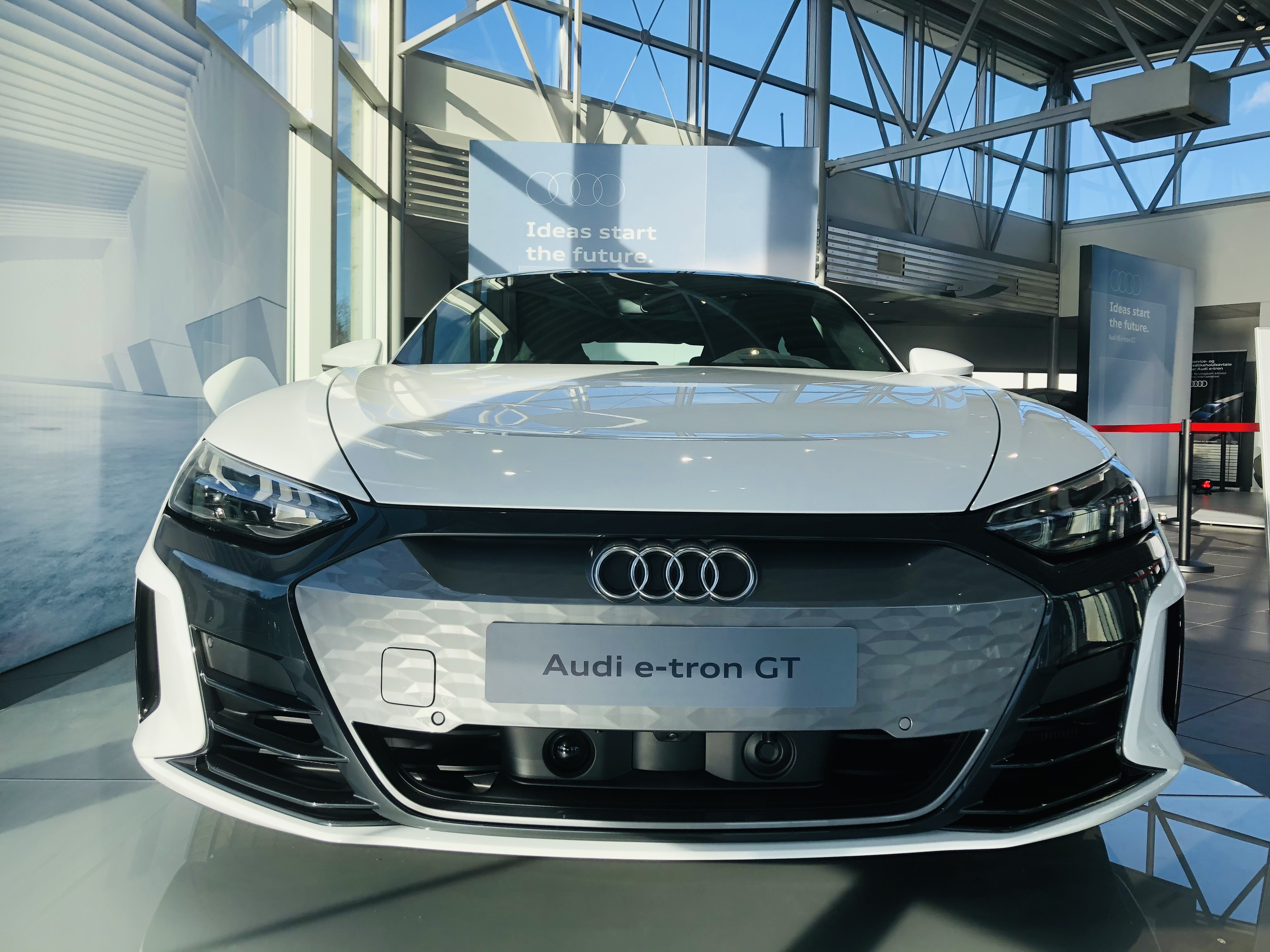
Audi e-tron GT quattro - pohled na přední masku
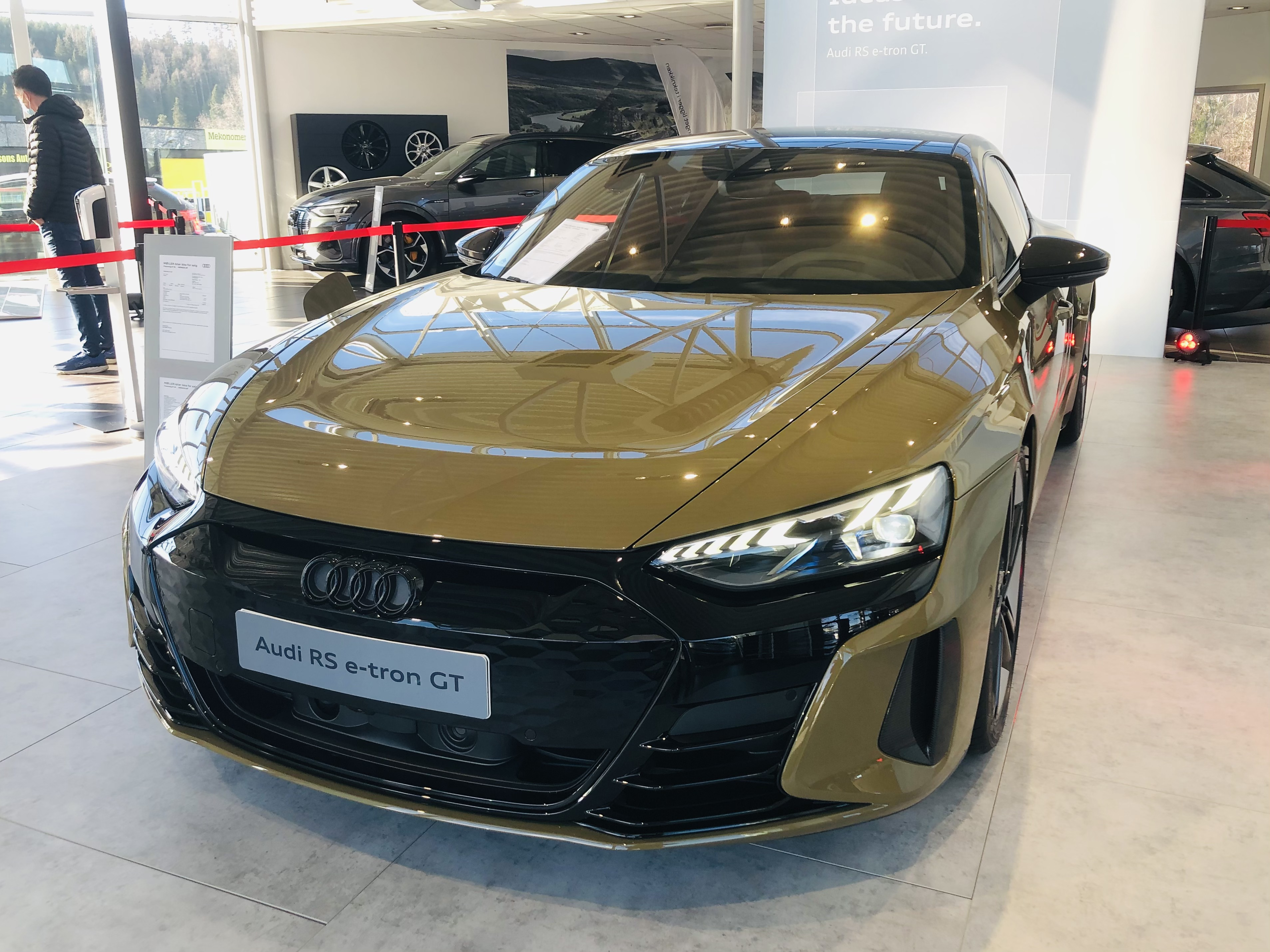
Audi e-tron GT RS
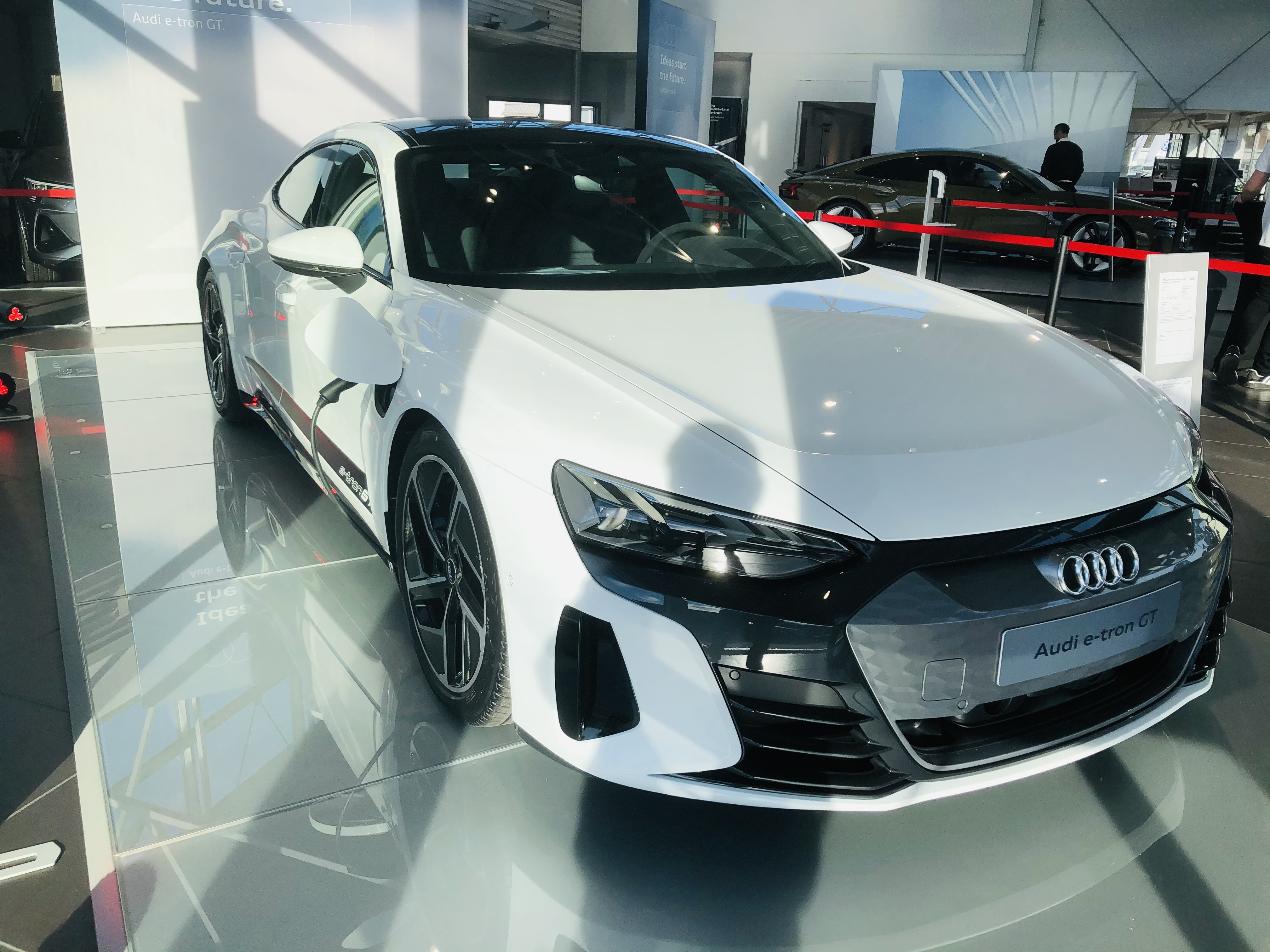
Audi e-tron GT quattro
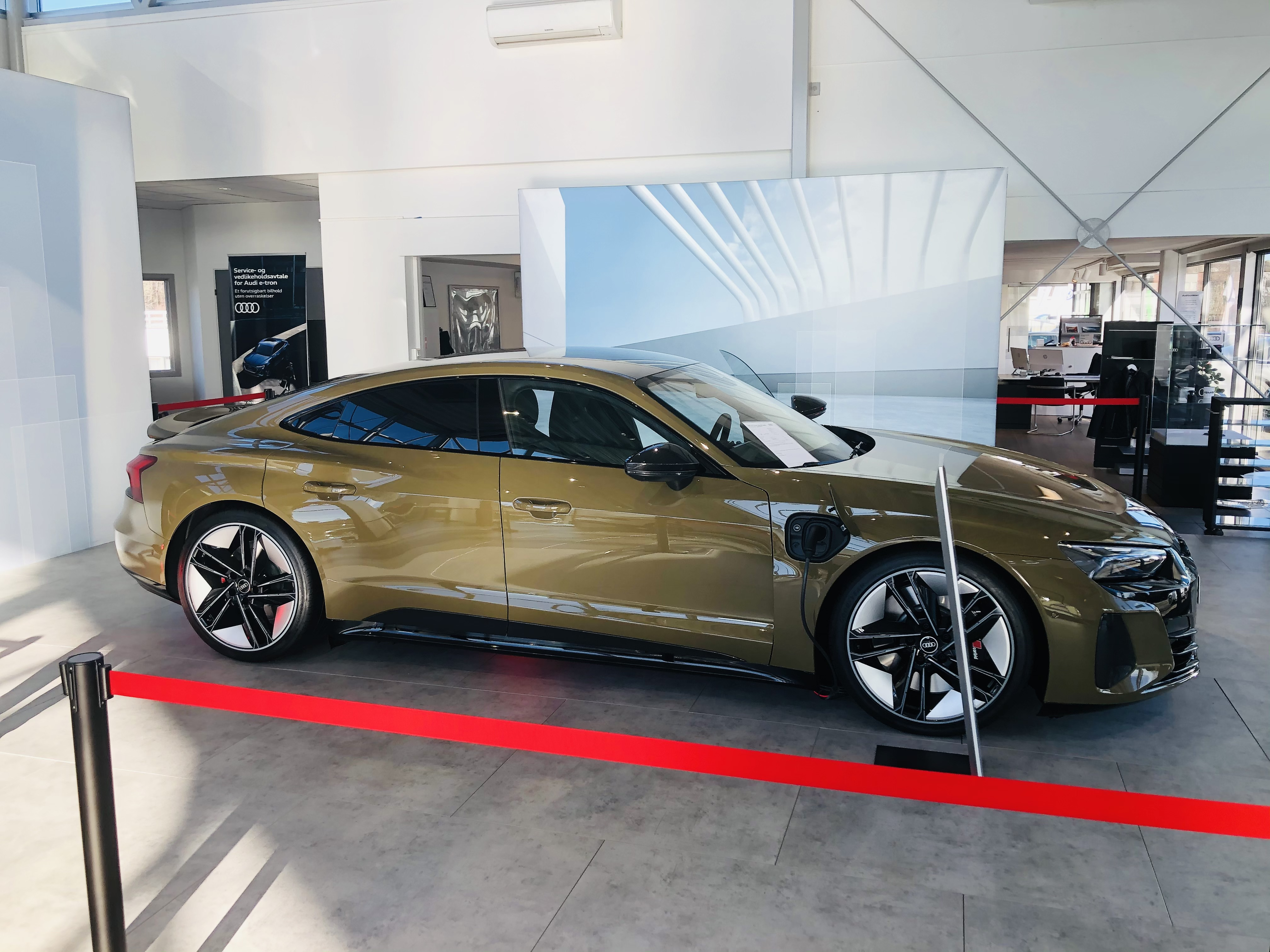
Audi e-tron GT RS
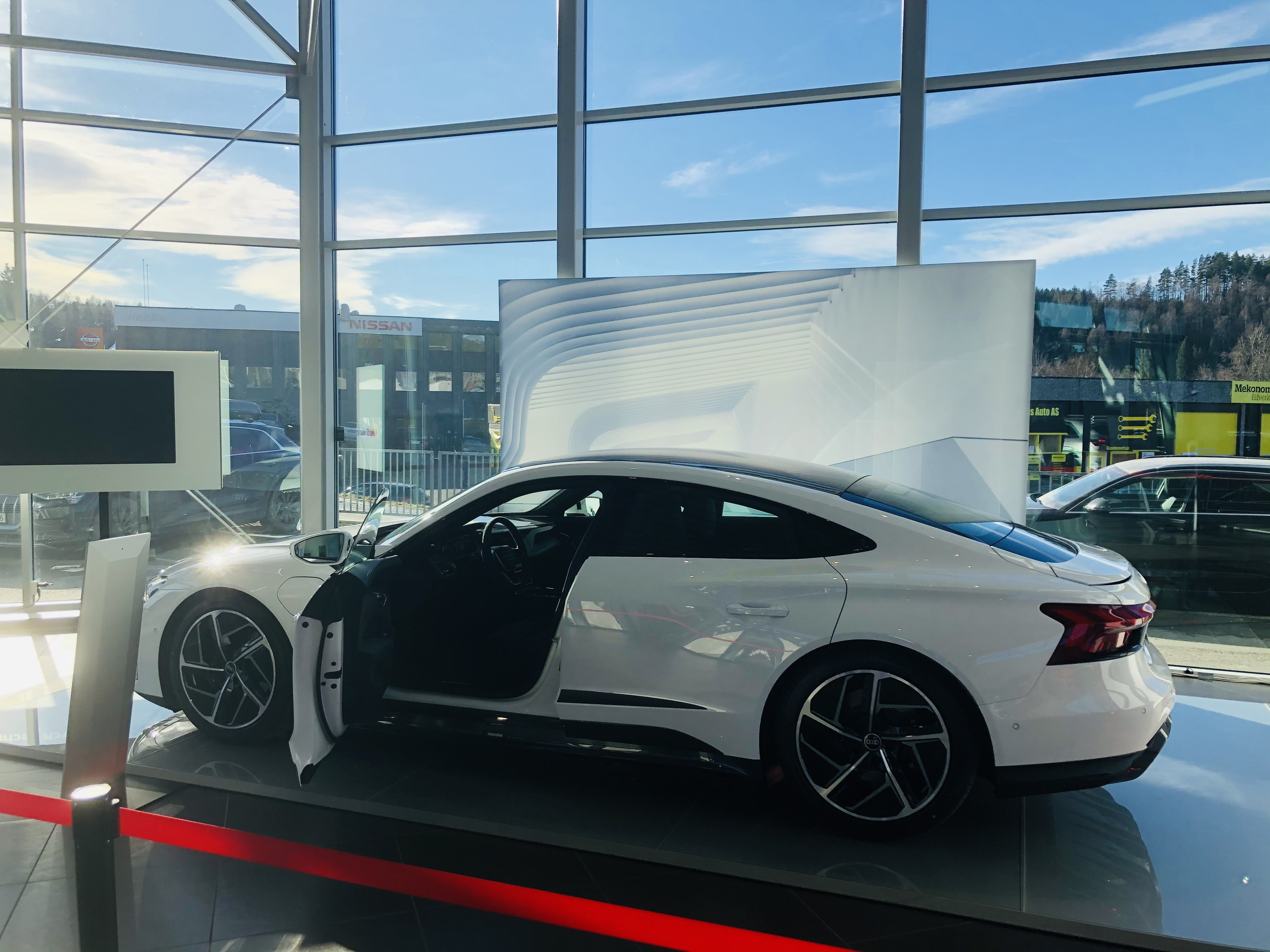
Audi e-tron GT quattro
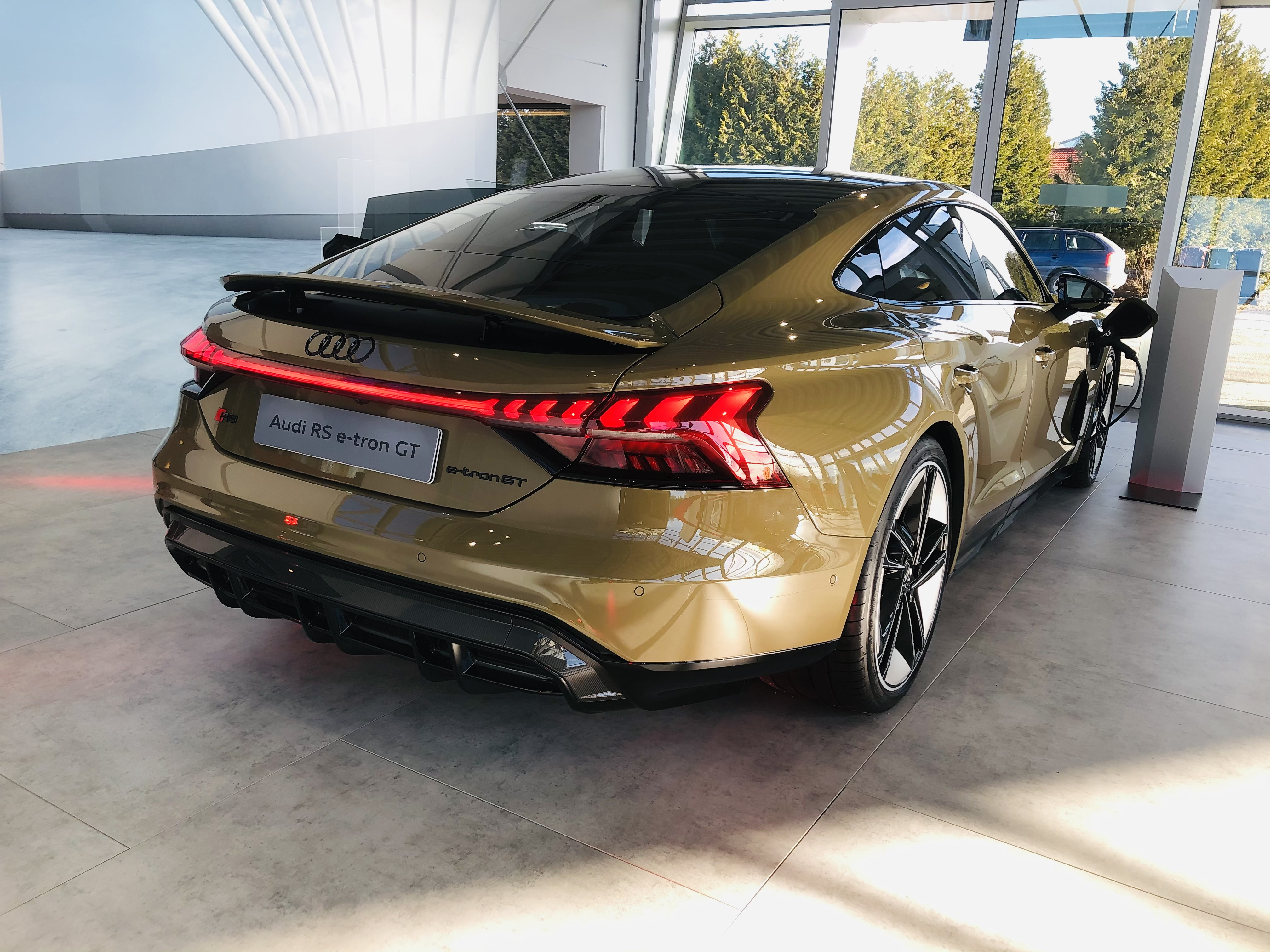
Audi e-tron GT RS - pohled ze zadu
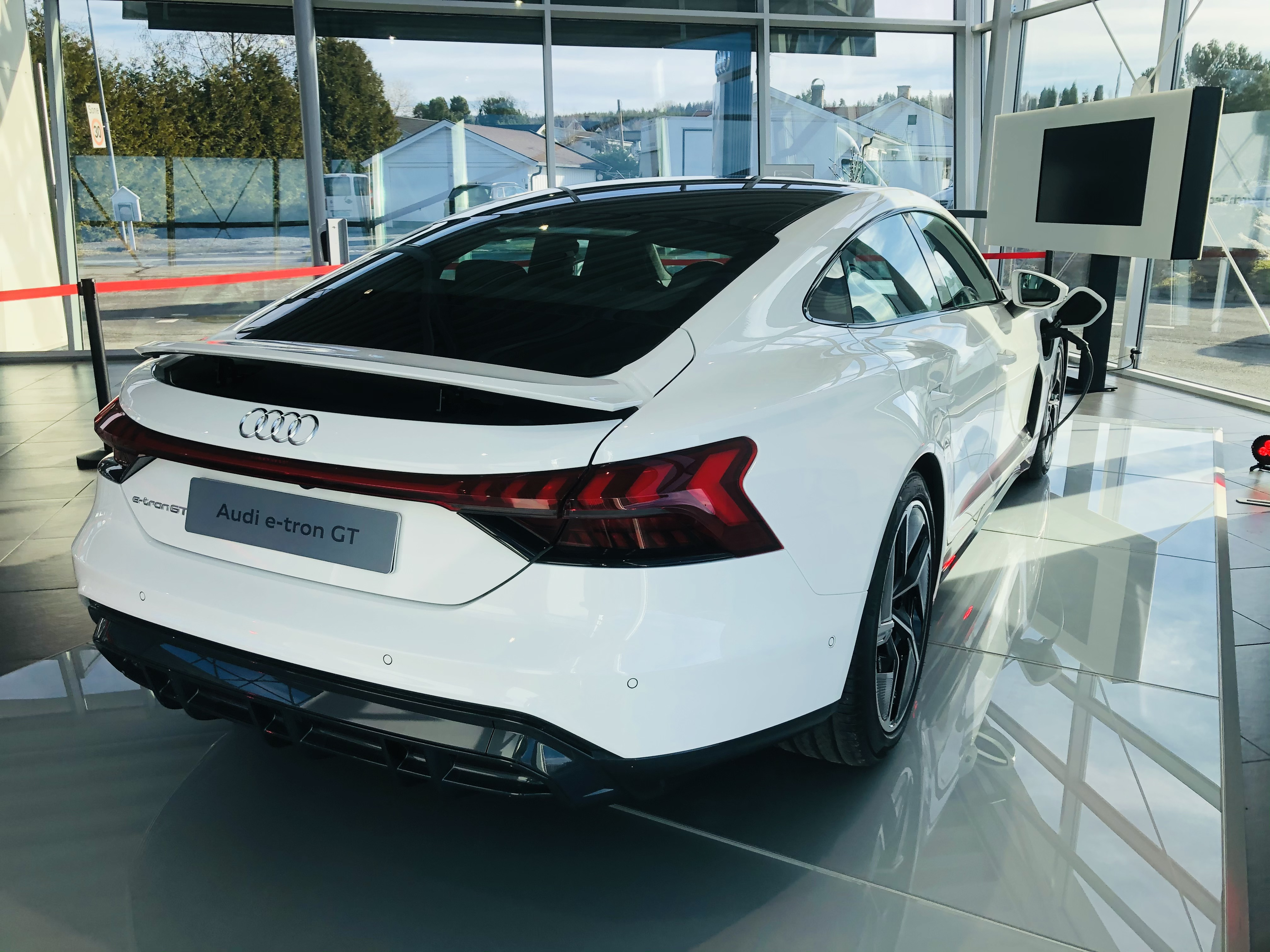
Audi e-tron GT quattro - pohled ze zadu